# 세이케 기코
세이케 기코(일본어: 清家 貴子, 1996년 8월 8일 ~ )는 일본의 여자 축구 선수이다.

## 국가대표팀 경력
그녀는 2019년 EAFF E-1 풋볼 챔피언십에 참가할 일본 국가대표팀에 발탁되었으며, 12월 11일 중화 타이베이와의 경기에서 데뷔했다. 2019년과 2022년 EAFF E-1 풋볼 챔피언십 우승. 2023년 FIFA 여자 월드컵, 2024년 하계 올림픽에도 출전했다.

## 통계
| 일본 | 일본 | 일본 |
| 연도 | 출전 | 득점 |
| ---- | ---- | ---- |
| 2019 | 2    | 1    |
| 2020 | 0    | 0    |
| 2021 | 0    | 0    |
| 2022 | 4    | 1    |
| 2023 | 10   | 4    |
| 2024 | 11   | 1    |
| 통산 | 27   | 7    |